# Liste der Pfarren im Dekanat Bludenz-Sonnenberg
Das Dekanat Bludenz-Sonnenberg ist ein Dekanat der römisch-katholischen Diözese Feldkirch.

## Seelsorgestellen mit Kirchengebäuden und Kapellen
| Seelsorgestellen        | Seelsorgeraum | Patrozinium                      | Kirchengebäude und Kapellen | Bild                                |
| ----------------------- | ------------- | -------------------------------- | --- | ----------------------------------- |
| Bings-Stallehr          |               | Dreifaltigkeit                   | Pfarrkirche Bings Leonhardkapelle in St. Leonhard, Wallfahrtskirche Mariä Geburt in Stallehr |                                     |
| Bludenz, Heiliges Kreuz |               | Heiliges Kreuz                   | Stadtpfarrkirche Hl. Kreuz Mutterkirche Hl. Laurentius, Dreifaltigkeitskirche, Dominikanerinnenkloster Sankt Peter, Franziskanerkloster (bis 1991 Kapuzinerkloster) mit Mariä-Heimsuchung-Kirche und Lourdeskapelle, Kapelle im Krankenhaus, Antoniuskapelle in Rungelin, Sebastiankapelle beim Gasthof Sonne, Filialkirche Lorüns                                     | Hl. Kreuz                           |
| Bludenz, Herz Mariae    |               |                                  | Pfarrkirche Herz Mariae |                                     |
| Brand                   |               | Mariä Himmelfahrt                | Pfarrkirche Brand im Brandnertal Annakapelle in Dalleu, Herz-Jesu-Kapelle in Innertal | Mariä Himmelfahrt                   |
| Innerbraz               |               |                                  | Pfarrkirche Braz Wegkapelle Ausserbraz, Wolfgangskapelle in Gatschief, Magnuskapelle in Innerbraz, Mariahilfkapelle in Mühleplatz, Lourdeskapelle beim Gasthof Engel | Hl. Nikolaus                        |
| Bürs                    |               |                                  | Pfarrkirche Bürs Pfarrkirche Maria Königin des Friedens, Stutzkapelle östlich der Straße nach Bürserberg, Wolfgangskapelle an der Straße nach Bürserberg |                                     |
| Bürserberg              |               | Hl. Josef                        | Pfarrkirche Bürserberg Marienkapelle in Tschapina, Marienkapelle in Zwischenbäch | Pfarrkirche Hl. Josef               |
| Dalaas                  |               | Hl. Oswald                       | Pfarrkirche Dalaas Heilig-Kreuz-Kirche in Dalaas, Pestkapelle Hl. Sebastian in Bühel, Kapelle zur Schmerzhaften Mutter in Kaiser, Mariakapelle in Innenpoller, Mariahilfkapelle in Sonnenhalb, Mariakapelle in Sonnenhalb, Ehemalige Einsiedelei beim Kristbergsattel                                                                                                  |                                     |
| Klösterle               |               | Hl. Johannes der Täufer          | Pfarrkirche Klösterle Kapelle Schmerzhafte Mutter in Danöfen, Kapelle 14 Nothelfer in Hof, Sebastiankapelle in Sand | Pfarrkirche hl. Johannes der Täufer |
| Langen am Arlberg       |               | Hl. Theresia vom Kinde Jesu      | Expositurkirche Langen am Arlberg | hl. Theresia vom Kinde Jesu         |
| Lech                    |               | Hl. Nikolaus                     | Alte Pfarrkirche Lech am Arlberg - Neue Pfarrkirche Lech am Arlberg Expositurkirche hl. Martin in Bürstegg, Expositurkirche Hl. Sebastian in Zug, Christkönigkirche in Zürs, Martinkapelle im Älpele von Zug, Kapelle Hll. Florian und Agatha in Omesberg, Martinkapelle in Straße am Burgbach, Markuskapelle in Stubenbach, Kapelle Hll. Joachim und Anna in Tannberg |                                     |
| Nüziders                |               | Hll. Viktor und Markus           | Pfarrkirche Nüziders Vineriuskirche, Mariä-Heimsuchung-Kapelle in Laz, Kapelle am Muttersberg |                                     |
| Stuben                  |               | Unserer lieben Frau Mariä Geburt | Pfarrkirche Stuben am Arlberg Lawinenkapelle in Stuben | Mariä Geburt                        |
| Wald am Arlberg         |               | Hl. Mutter Anna                  | Pfarrkirche Wald am Arlberg Mariahilfkapelle am Gongbach in Innerwald, Martinkapelle in Innerwald, Eligiuskapelle am Streubach in Innerwald, Unsere-liebe-Frau-Kapelle in Mason, Martinkapelle in Mason |                                     |

## Dekanat Bludenz-Sonnenberg
Es umfasst insgesamt 14 Seelsorgestellen im Bezirk Bludenz. Geographisch umfasst das Dekanat den Raum um Bludenz, das Brandnertal, das Klostertal und das obere Lechtal soweit es Vorarlberg zugehört. Das Dekanat Walgau-Walsertal wurde am 1. September 1967 abgetrennt. Dabei kam die Seelsorgestelle Frastanz zum Dekanat Feldkirch. Stallehr und Lorüns sind politische Gemeinden des Montafons, gehören jedoch kirchlich nicht zum Dekanat Montafon.